# NGC 3253
NGC 3253 је спирална галаксија у сазвежђу Лав која се налази на NGC листи објеката дубоког неба.
Деклинација објекта је + 12° 42' 14" а ректасцензија 10h 28m 27,3s. Привидна величина (магнитуда) објекта NGC 3253 износи 13,5 а фотографска магнитуда 14,3. NGC 3253 је још познат и под ознакама UGC 5674, MCG 2-27-21, CGCG 65-43, IRAS 10257+1257, PGC 30829.